# Agrotis informis
Agrotis informis är en fjärilsart som beskrevs av John Henry Leech 1889. Agrotis informis ingår i släktet Agrotis och familjen nattflyn. Inga underarter finns listade i Catalogue of Life.